# Gustav Schlieper

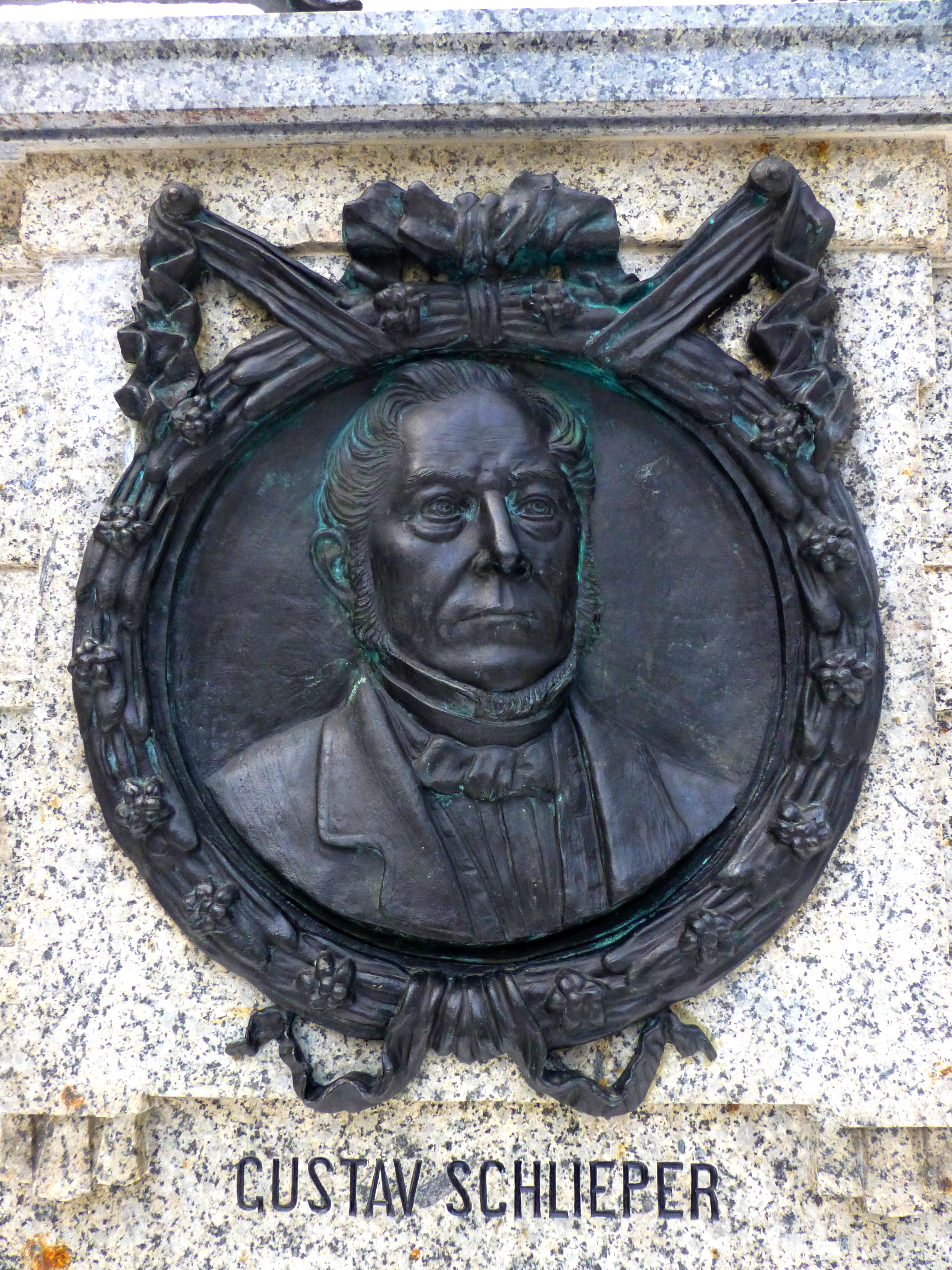
Porträt am Elberfelder Armenpflegedenkmal in Wuppertal

Gustav Schlieper (* 20. Juni 1837 in Elberfeld (heute zu Wuppertal); † 26. März 1899 in Nizza), zur Unterscheidung von seinem Vater auch Gustav Schlieper jun. genannt, war ein deutscher Industrieller.

## Leben
Gustav Schlieper jun. (1837–1899) war der älteste Sohn von Gustav Schlieper sen. (1805–1880) und Alwina Jung (1812–1890). Er war Teilhaber der Firma Schlieper & Baum in Elberfeld. Das Unternehmen war die bedeutendste Stoffdruckerei in Elberfeld. Gustav Schlieper jun. heiratete am 31. März 1864 Helene Baum, die Tochter des Firmen-Teilhabers Peter Rudolf Baum und der Emma Sophie Schmits-Siebel. Die Ehe Schlieper blieb kinderlos.
Gustav Schlieper war Demokrat und seit 1873 nationalliberales Mitglied des Stadtrates in Elberfeld. 1885 gab er seinen Sitz auf und gründete den „Liberalen Bürger-Verein“, da er die zunehmend konservative Politik seiner Partei nicht mehr mittragen wollte. 1895 zog er sich wegen einer Herzkrankheit aus Geschäft und Politik zurück. Er lebte im Sommer in Bonn und im Winter an der Riviera. Dort starb er 1899.
Gustav Schlieper jun. erwarb 1862 von den Erben Goldfuß die Rosenburg in Bonn. Nach dem Kriege 1870/1871 wurden große Teile des ursprünglichen Gebäudes abgerissen und neu erbaut. Die Familie Schlieper hatte ein gutes Verhältnis zur Kessenicher Bevölkerung und unterstützte die Armen der Gemeinde.
Das Grabmal von Gustav Schlieper befindet sich auf dem alten Kessenicher Friedhof. Seine Witwe heiratete den damaligen Professor der Düsseldorfer Kunstakademie, Ernst Roeber.

## Leistungen
Schlieper war zusammen mit Daniel von der Heydt und David Peters Mitbegründer des Elberfelder Systems der Armenfürsorge.
Unter seinem Vorsitz gründeten am 31. Oktober 1872 verschiedene Dampfkesselbetreiber in Eigeninitiative den „Verein zur Überwachung der Dampfkessel in den Kreisen Elberfeld und Barmen“, den Vorläufer des heutigen TÜV Rheinland. Gustav Schlieper hatte das Amt des Vereinsvorsitzenden von 1872 bis 1875 inne.